# 林文義
林文義（1953年2月4日—），臺北市人，台灣作家、漫畫家、政治評論者，國立臺灣藝術專科學校廣播電視科畢業，曾任《書評書目》總編輯、《陽光小集》同仁、《文學家月刊》（學英文化出版，1985年10月創刊，1986年5月停刊）總編輯、《自立晚報》副刊組主編、電視節目主持人、廣播節目主持人。

## 生平
林文義十八歲就開始文學創作，以散文、漫畫、小說知名於世，散文風格獨特，在現實裡反映悲憫苦難生命的情懷。宋澤萊評論林文義是“美麗島事件之後，台灣文學最重要的散文家之一”。2018年獲選為《鹽分地帶文學雙月刊》「當代台灣十大散文家」。
2022年9月30日，台灣二次民主運動連線成立大會，作家暨成立大會主持人林文義表示，台灣是唯一的家，當年大家站出來反對的事情今天卻一一在民主進步黨出現；現在的行政院與立法院裡面有很多都是當年他公開助選的民進黨人，如今卻都變了樣。

## 作品
著作
- 《歌是仲夏的翅膀》：光啟出版社1974年出版
- 《千手觀音》：蓬萊出版社1981年4月出版、九歌出版社1984年5月出版
- 《多雨的海岸》：蓬萊出版社1982年4月出版、華成圖書公司2002年9月重新排印出版
- 《不是望鄉》：蘭亭書店1983年1月出版
- 《走過豐饒的田野》：四季出版公司1983年5月出版
- 《大地之子》：號角出版社1984年1月出版
- 《寂靜的航道》：九歌出版社1985年6月出版
- 《塵緣》：林白出版社1985年9月出版
- 《颱風眼》（將《走過豐饒的田野》重新修訂後改名）：希代書版1986年3月出版
- 《撫琴人》：九歌出版社1987年1月出版
- 《島嶼之夢》：林白出版社1987年6月出版
- 《銀色鐵蒺藜》：春風出版社1988年2月出版、草根出版公司1996年4月重新排印出版
- 《無言歌》：九歌出版社1988年5月出版
- 《從淡水河出發》（將《大地之子》重新排版後改名）：春風出版社1988年7月出版、華文網2001年9月重新排印出版
- 《三十五歲的情書》：漢藝色研文化1989年4月出版
- 《家園·福爾摩沙》：自立報系文化出版部1989年7月出版
- 《鮭魚的故鄉》：自立報系文化出版部1990年2月出版
- 《穿過寂靜的邊緣》：合森文化1990年3月出版
- 《關於一座島嶼》：台原出版社1991年2月出版
- 《蝴蝶紋身》（將《不是望鄉》重新排版後改名）：業強出版社1991年4月出版
- 《菅芒離土：郭倍宏傳奇》：前衛出版社1989年初版、前衛出版社1993年1月新版
- 《漂鳥備忘錄》：皇冠文化1992年5月出版
- 《母親的河：淡水河記事》：台原出版社1994年1月出版
- 《港，是情人的追憶》：九歌出版社1995年6月出版
- 《旅行的雲》：聯合文學1996年12月出版
- 《玫瑰十四行》：探索文化1997年12月出版
- 《手記描寫一種情色》：聯合文學2000年3月出版
- 《蕭索與華麗：林文義散文1980-1990》：九歌出版社2000年7月出版
- 《革命家的夜間生活》：聯合文學2001年5月出版
- 《北緯23.5度》：寶瓶文化2002年1月出版，ISBN 986-80076-0-7
- 《藍眼睛》：印刻出版2003年2月出版
- 《茱麗葉的指環》：九歌出版社2003年4月出版
- 《遺事八帖》：聯合文學2011年6月出版，獲2012台灣文學獎圖書類散文金典獎。
- 《顏色的抵抗》：聯合文學2013年7月出版
- 《歲時紀》：聯合文學2014年1月出版
- 《逆風之島：歷史台灣浮世繪》：聯經出版2015年1月出版
- 《最美的是霧》：有鹿文化2015年7月出版

漫畫
- 《漫畫西遊記》：幼獅文化1983年2月出版
- 《哪吒鬧東海》：臺灣省政府教育廳1985年2月出版
- 《三國演義》：基督教宇宙光傳播中心1985年8月出版
- 《中國功夫》：駿馬出版社1987年10月出版
- 《唐山渡海》：駿馬出版社1988年1月出版
- 《夜貓子》：駿馬出版社1988年8月出版
- 《篳路藍褸建家園》（將《唐山渡海》重印後改名）：台原出版社1992年7月出版

主編
- 《九十六年散文選》：九歌出版社2008年3月出版

## 主持文藝活動
- 吳三連台灣史料基金會第11屆鹽分地帶文藝營（1989年8月12至16日）散文座談會[4]
- 吳三連台灣史料基金會第12屆鹽分地帶文藝營（1990年8月18至22日）散文座談會[4]
- 紀錄片《台灣新文學之父——賴和》首映及座談會（1997年11月14日，誠品書店敦南店）[5]
- 台灣二次民主運動連線成立大會（2022年9月30日，台大校友會館）

## 電視主持
- 民視《福爾摩沙》（1997年－？）
- GTV28《台灣風情》（1998年7月－1999年7月）
- 霹靂衛星電視台《台灣之旅》（2000年5月－？）
- 年代MUCH台《台灣鐵支路》（2003年2月－？，與黃妃主持）
- 東森廣播網《新聞隨身聽》（2001年7月－？）[6]
- 東森新聞S台《哈拉週報》（與林青蓉主持）[7]

## 演員活動
- 台灣電影《寶島大夢》（黃明川導演）

## 外部連結
- 九歌文學網－林文義 （页面存档备份，存于）